# Hermann Gösmann

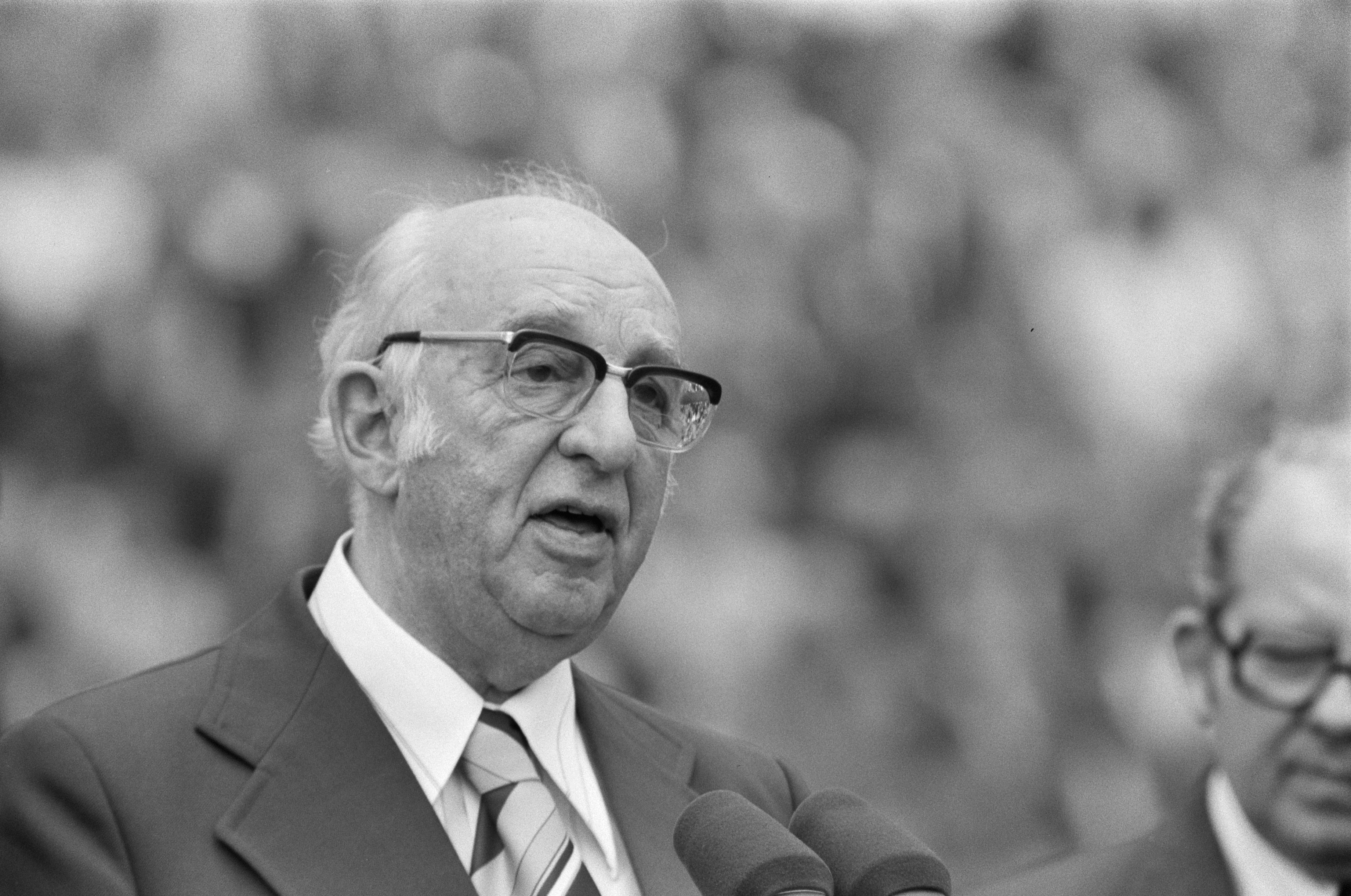
Hermann Gösmann beim WM-Finale 1974 in München

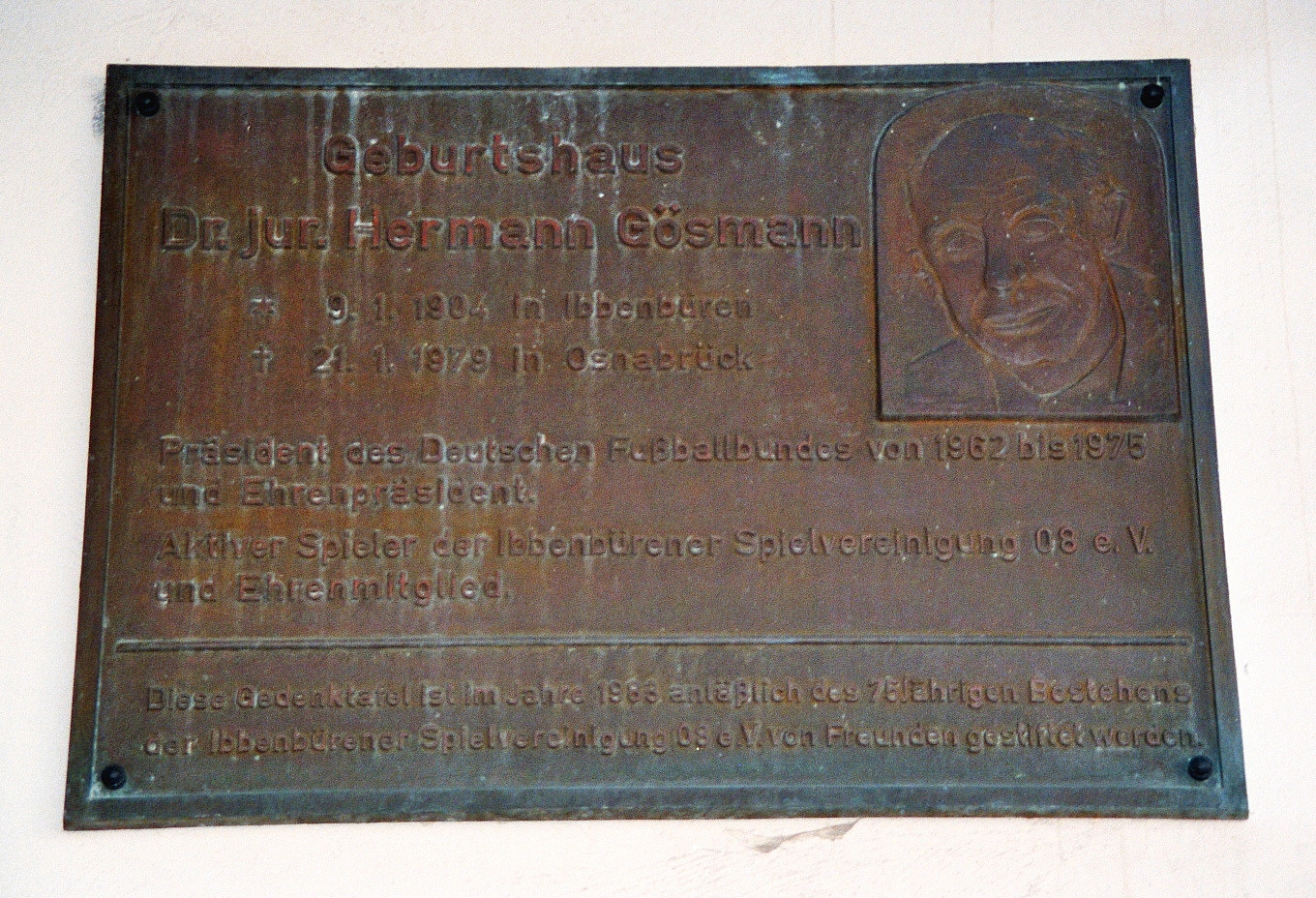
Gedenktafel für Hermann Gösmann an seinem Geburtshaus am Oberen Markt in Ibbenbüren

Hermann Gösmann (* 9. Januar 1904 in Ibbenbüren; † 21. Januar 1979 in Osnabrück) war ein deutscher Fußballfunktionär und von 1962 bis 1975 sechster DFB-Präsident.
Gösmann spielte Fußball bei der Ibbenbürener Spvg, ab 1931 lebte er in Osnabrück. Von 1933 bis 1934 war er Mitglied der SA. Am 12. Juli 1937 beantragte er die Aufnahme in die NSDAP und wurde rückwirkend zum 1. Mai desselben Jahres aufgenommen (Mitgliedsnummer 4.557.553), zeitweise war er als Blockwart tätig.
Von 1934 bis 1951 war Gösmann Präsident des VfL Osnabrück. Danach wurde er stellvertretender Vorsitzender des Norddeutschen Fußballverbands. Von 1953 bis 1962 war er Vorsitzender des Norddeutschen Fußballverbands. Parallel war er für den DFB tätig, zwischen 1956 und 1959 war er Vorsitzender des Presse- und Werbeausschusses des Verbandes, anschließend ab 1959 DFB-Schatzmeister.
Gösmann war zusammen mit Franz Kremer, dem damaligen Präsidenten des 1. FC Köln, sowie seinem späteren Nachfolger Hermann Neuberger an der Gründung der Fußball-Bundesliga beteiligt. Hermann Gösmann war von Beruf Jurist und auch als Rechtsanwalt sowie Notar tätig. Im Juli 1962 wurde er im Goldsaal der Dortmunder Westfalenhalle zum Präsidenten des DFB gewählt. Bei diesem Bundestag wurde zudem die Bundesliga gegründet. In den folgenden Jahren war er ein Verfechter der weiteren Professionalisierung des deutschen Fußballs, so sprach er sich schon bald nach der Einführung der 1. Bundesliga auch für die Schaffung der 2. Bundesliga zwischen der ersten Liga und den seinerzeit bestehenden fünf Regionalligen aus.
Der Bundesliga-Skandal in den 1970er-Jahren schadete jedoch seinem Ansehen. Auch international machte Gösmann Karriere: 1964 wählte ihn die UEFA in das Exekutiv-Komitee, zugleich übernahm er den Vorsitz in der UEFA-Amateurkommission. Auch vier Jahre später wurde er wiedergewählt. 1968 wurde er in das Exekutiv-Komitee der FIFA berufen. Er starb mit 75 Jahren in Osnabrück an den Folgen einer Lungenembolie. Beigesetzt wurde er auf dem Heger Friedhof in Osnabrück.